# Mobiler Geschäftsprozess
Mobile Geschäftsprozesse (Mobile Business Processes) sind Geschäftsprozesse, die mobile Arbeitsplätze oder sonstige mobile Elemente enthalten. Der Begriff wird typischerweise im Zusammenhang mit dem Einsatz mobiler elektronischer Kommunikationstechnologien und mobiler Endgeräte zur Verbesserung derartiger Geschäftsprozesse verwendet, siehe hierzu auch Mobile-Commerce.
Der Einsatz mobiler Technologie im Unternehmen wird häufig zuerst aus dem technischen Blickwinkel betrachtet. Im Vordergrund steht (obschon hilfreich) auch nicht die simple Möglichkeit zum mobilen Versand und Empfang von E-Mails. Dieser Blick erschließt sich leicht, liefert aber allein keinen Lösungsansatz.
Tatsächlich handelt es sich nicht in erster Linie um ein technisches, sondern um ein organisatorisches Problem. Dabei weisen wirksame mobile Lösungen mindestens eine von zwei charakteristischen Eigenschaften auf:
- die vollständige Einbeziehung mobiler Arbeitsplätze in inner- und zwischenbetriebliche Prozesse oder
- die vollständige Automatisierung einzelner Teilprozesse durch direkte Kommunikation von Geräten untereinander.

Unter mobilen Arbeitsplätzen werden dabei eine Vielzahl äußerst heterogener Tätigkeitsprofile verstanden, die durch stationären IT-Einsatz nicht ausreichend unterstützt werden können.
Wichtige beteiligte Personengruppen umfassen Mitarbeiter mit Fach- und Führungsfunktionen in Organisationen, deren operatives Geschäft mobil durchgeführt wird, insbesondere:
- Mitarbeiter mit Führungsfunktionen, die eine Sicht auf die Gesamtheit der bekannten und der aktuell laufenden Geschäftsprozesse haben
- Mitarbeiter mit Fachfunktionen, die gut motiviert und auf dem Firmengelände mobil tätig sind,
- Mitarbeiter mit Fachfunktionen, die gut motiviert und außerhalb des Firmengeländes mobil tätig sind,
- Entscheidungsträger, die über die organisatorische Implementierung neuer oder die Verbesserung bestehender Geschäftsprozesse  befinden.
- Entscheidungsträger, die das erforderliche Vorgehen finanzieren
- Entscheidungsträger, die die erforderlichen Instrumente für das erforderliche Vorgehen technisch implementieren

Einen Ordnungsrahmen für mobile Geschäftsprozesse bildet das Mobility-M-Framework.